# Mars Cube One
Mars Cube One (MarCO) war eine Mission der NASA, bei der zwei Cubesats die Landung der Marssonde InSight am 26. November 2018 unterstützten. Sie sind damit die ersten Cubesats, die bei einer interplanetaren Mission zum Einsatz kamen.
Neben ihrer offiziellen Bezeichnung (MarCO-A und MarCO-B) erhielten sie die Namen der Hauptfiguren aus dem Film WALL·E – Der Letzte räumt die Erde auf (EVE und WALL-E).

## Aufbau

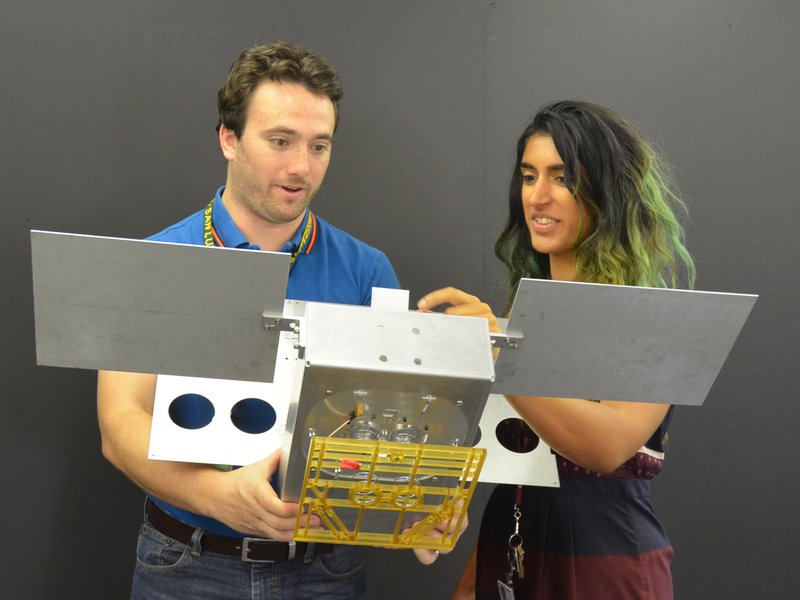
Die Ingenieure Joel Steinkraus und Farah Alibay vom JPL mit einem originalgetreuen Modell des Mars Cube One (MarCO).

Die beiden Cubesats wurden vom Jet Propulsion Laboratory (JPL) der NASA in Pasadena (Kalifornien) gebaut. Sie waren als Technologiedemonstrator nicht zwingend notwendig für den Lander, konnten aber die Kommunikation, die sonst vom Mars Reconnaissance Orbiter (MRO) übernommen würde, deutlich beschleunigen.
Cubesats sind standardisierte extrem kleine Raumsonden und aus relativ einfacher, robuster Technik zusammengebaut. Die Standardeinheit für die Größe eines Cubesats ist ein Würfel mit zehn Zentimeter Kantenlänge. Das Design der MarCOs hat eine Größe von sechs Einheiten (6U), im gepackten Zustand waren sie 36,6 × 24,3 × 11,8 Zentimeter groß und wogen je ca. 13,5 kg.
Die Energieversorgung erfolgte über zwei Solarpaneele von je 30 cm × 30 cm. Die 42 Solarzellen leisteten zu Beginn zusammen 35 Watt, mit zunehmender Entfernung von der Sonne verringerte sich dieser Wert.
Die MarCO-Sonden verfügen je über acht Triebwerke: vier zur Lageregelung, vier für Kurskorrekturen. Zur Bildaufnahme sind bei MarCO-B zwei Kameras mit einer Auflösung von 752 × 480 Pixeln installiert. Die eine hat ein Fischaugenobjektiv mit einem Gesichtsfeld von 138°, die andere von 6,8°.
Neben dem Jet Propulsion Laboratory waren verschiedene Unternehmen an dem Projekt beteiligt:
- Lagesteuerung: Blue Canyon Technologies (Boulder, Colorado)
- Antriebssystem: VACCO Industries (South El Monte, Kalifornien)
- Elektronik: AstroDev (Ann Arbor, Michigan)
- Solarzellen: MMA Design LLC (ebenfalls Boulder, Colorado)
- CubeSat-Dispenser: Tyvak Nano-Satellite Systems Inc. (San Luis Obispo, Kalifornien)

## Funktion
Während der Eintritts-, Abstiegs- und Landephase sendete der Lander InSight im UHF-Band Informationen zum Mars Reconnaissance Orbiter, der diese dann im Mikrowellenbereich an die Erde weiter sandte. Da diese Operationen auf zwei verschiedenen Bändern nicht gleichzeitig geschehen konnte, würde es über eine Stunde dauern, bis die Bestätigung der Landung an die Erde weitergegeben war. Die MarCO-Sonden waren dagegen in der Lage, gleichzeitig auf UHF zu empfangen und im Mikrowellenbereich (X-Band) zu senden, so dass die Daten mit 8 kbit/s sofort zur Erde weitergeleitet wurden.

## Missionsverlauf

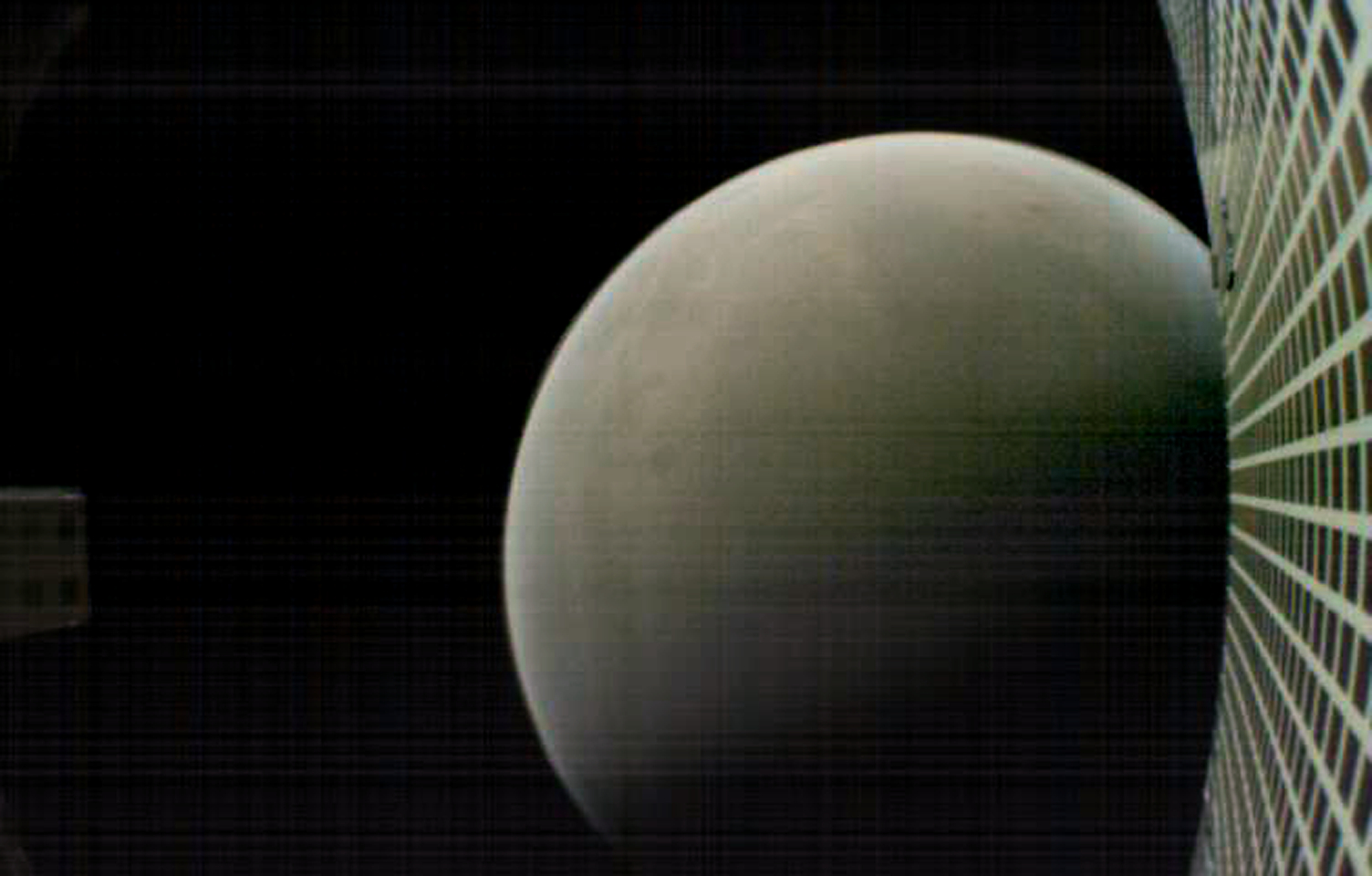
Der Mars aus 6000 km Entfernung, aufgenommen von MarCO-B nach der Landung von InSight.

Der Start erfolgte am 5. Mai 2018 mit einer Atlas-V-Rakete von der Vandenberg Air Force Base in Kalifornien. Noch am selben Tag wurden die ersten Signale der beiden Sonden empfangen. Am 9. Mai nahm MarCo-B mit der Fischaugen-Kamera ein Bild von Erde und Mond auf und übertrug es über die Hochgewinn-Antenne zur Erde. Während eine Kurskorrektur bei MarCO-A problemlos durchgeführt werden konnte, stieß man bei MarCO-B auf Probleme mit einem Leck an einem Ventil. Der Einfluss des ausströmenden Gases konnte erfolgreich kompensiert werden.
Die Landung von InSight, dessen Daten von den MarCO-Sonden weitergeleitet wurden, erfolgte am 26. November 2018.
Daten der experimentellen MarCOs konnten bis zum 29. Dezember 2018 bzw. 4. Januar 2019 letztmals empfangen werden. Nach weiteren erfolglosen Kontaktversuchen ab September 2019 wurde die Mission am 2. Februar 2020 offiziell beendet.
Am 8. August 2019 verlieh das American Institute of Aeronautics and Astronautics seinen Award Small Satellite Mission of the Year an MarCO.